# 1900年代の建築
1900年代の建築についての概要である。

## 日本の主要作品
| 名称                                      | 画像 | 設計者                              | 竣工            | 所在   | 備考                         |
| ----------------------------------------- | ---- | ----------------------------------- | --------------- | ------ | ---------------------------- |
| 旧三菱銀行神戸支店                        |      | 曽禰達蔵                            | 1900 （明治33） | 兵庫   |                              |
| 京都ハリストス正教会生神女福音大聖堂      |      | 松室重光                            | 1901 （明治34） | 京都   | 京都市指定文化財             |
| 旧ハッサム住宅                            |      | A.N.ハンセル                        | 1902 （明治35） | 兵庫   | 重文                         |
| シャトーカミヤ本館                        |      | 岡田時太郎                          | 1903 （明治36） | 茨城   | 重文                         |
| 横浜正金銀行本店 （神奈川県立歴史博物館） |      | 妻木頼黄                            | 1904 （明治37） | 神奈川 | 重文、史跡                   |
| 大阪府立中之島図書館                      |      | 野口孫市 日高胖                     | 1904 （明治37） | 大阪   | 重文                         |
| 京都府庁旧本館                            |      | 松室重光                            | 1904 （明治37） | 京都   | 重文                         |
| 旧三笠ホテル                              |      | 岡田時太郎                          | 1905 （明治38） | 長野   |                              |
| 旧トーマス住宅 （神戸市風見鶏の館）       |      | ゲオルグ・デ・ラランデ              | 1905 （明治38） | 兵庫   | 重文                         |
| 旧日本銀行京都支店 （京都文化博物館）     |      | 辰野金吾 長野宇平治                 | 1906 （明治39） | 京都   | 重文                         |
| 浜寺公園駅                                |      | 辰野金吾                            | 1907 （明治40） | 大阪   | 登録有形文化財、近畿の駅百選 |
| 旧両国国技館                              |      | 辰野金吾 葛西萬司                   | 1909 （明治42） | 東京   | ※現存せず                    |
| 奈良ホテル本館                            |      | 辰野金吾 片岡安 河合浩蔵 (工事管理) | 1909 （明治42） | 奈良   |                              |
| 旧東宮御所 （迎賓館）                     |      | 片山東熊                            | 1909 （明治42） | 東京   | 国宝                         |

## 海外の主要作品
現況欄の○は現存、✕は現存せず、△は一部現存
| 西暦   | 名称                                  | 画像 | 設計者                               | 所在地           | 国・地域       | 現況 | 指定     | 備考 |
| ------ | ------------------------------------- | ---- | ------------------------------------ | ---------------- | -------------- | ---- | -------- | ---- |
| 1900年 | パリの地下鉄入口                      |      | エクトール・ギマール                 | パリ             | フランス       | ○    |          |      |
| 1900年 | ソルヴェー邸                          |      | ヴィクトール・オルタ                 | ブリュッセル     | ベルギー       | ○    |          |      |
| 1900年 | グリュッケルト・ハウス                |      | ヨゼフ・マリア・オルブリッヒ         | ダルムシュタット | ドイツ         | ○    |          |      |
| 1901年 | ベーレンス自邸                        |      | ペーター・ベーレンス                 | ダルムシュタット | ドイツ         | ○    |          |      |
| 1901年 | ブダペスト郵便貯金局                  |      | レヒネル・エデン                     | ブダペスト       | ハンガリー     | ○    |          |      |
| 1901年 | アメリカン・ホテル                    |      | ウィレム・クロムホウト               | アムステルダム   | オランダ       | ○    |          |      |
| 1901年 | エルンスト・ルードヴィヒ・ハウス      |      | ヨゼフ・マリア・オルブリッヒ         | ダルムシュタット | ドイツ         | ○    |          |      |
| 1902年 | フラットアイアンビルディング          |      | ダニエル・バーナム                   | ニューヨーク     | アメリカ合衆国 | ○    |          |      |
| 1902年 | フォルクヴァンク美術館                |      | アンリ・ヴァン・デ・ヴェルデ         | ハーゲン         | ドイツ         | ○    |          |      |
| 1903年 | フランクリン街のアパートメント        |      | オーギュスト・ペレ                   | パリ             | フランス       | ○    |          |      |
| 1903年 | アムステルダム証券取引所              |      | ヘンドリク・ペトルス・ベルラーヘ     | アムステルダム   | オランダ       | ○    |          |      |
| 1904年 | ユニティ教会                          |      | フランク・ロイド・ライト             | オークパーク     | アメリカ合衆国 | ○    |          |      |
| 1904年 | サン・ジャン・ド・モンマルトル教会    |      | アナトール・ド・ボド                 | パリ             | フランス       | ○    |          |      |
| 1904年 | ヒル・ハウス                          |      | チャールズ・レニー・マッキントッシュ | ヘレンズバラ     | スコットランド | ○    |          |      |
| 1905年 | ギャラリー・ラファイエット            |      | ジョルジュ・シュダンヌ               | パリ             | フランス       | ○    |          |      |
| 1905年 | ツァッヘル・ハウス                    |      | ヨジェ・プレチニック                 | ウィーン         | オーストリア   | ○    |          |      |
| 1905年 | ル・パリジャン新聞社                  |      | ジョルジュ・シュダンヌ               | パリ             | フランス       | ○    |          |      |
| 1906年 | ウィーン郵便貯金局                    |      | オットー・ワーグナー                 | ウィーン         | オーストリア   | ○    |          |      |
| 1906年 | ロビー邸                              |      | フランク・ロイド・ライト             | シカゴ           | アメリカ合衆国 | ○    |          |      |
| 1906年 | カサ・バトリョ                        |      | アントニ・ガウディ                   | バルセロナ       | スペイン       | ○    |          |      |
| 1907年 | 青島総督邸 (青島徳国総督楼旧址博物館) |      | ヴェルナー・ラツァロヴィクツ         | 青島             | 中国           | ○    |          |      |
| 1907年 | ハーゲンの火葬場                      |      | ペーター・ベーレンス                 | ハーゲン         | ドイツ         | ○    |          |      |
| 1907年 | タンペレ大聖堂                        |      | ラルス・ソンク                       | タンペレ         | フィンランド   | ○    |          |      |
| 1907年 | シュタインホーフ教会堂                |      | オットー・ワーグナー                 | ウィーン         | オーストリア   | ○    |          |      |
| 1908年 | ホーエンホーフ                        |      | アンリ・ヴァン・デ・ヴェルデ         | ハーゲン         | ドイツ         | ○    |          |      |
| 1908年 | 結婚記念塔・展示館                    |      | ヨゼフ・マリア・オルブリッヒ         | ダルムシュタット | ドイツ         | ○    |          |      |
| 1908年 | ハウス・フロイデンベルク              |      | ヘルマン・ムテジウス                 | ベルリン         | ドイツ         | ○    |          |      |
| 1909年 | メトロポリタンライフ・タワー          |      | ナポレオン・ルブラン                 | ニューヨーク     | アメリカ合衆国 | ○    |          |      |
| 1909年 | カタルーニャ音楽堂                    |      | リュイス・ドメネク・イ・ムンタネー   | バルセロナ       | スペイン       | ○    | 世界遺産 |      |
| 1909年 | フォード・ハイランドパーク工場        |      | アルバート・カーン                   | デトロイト       | アメリカ合衆国 | ○    |          |      |

## コンペ・受賞
- ハーグ平和宮（国際司法裁判所） - ルイM.コルドニーが当選（1905年）
- ハンブルク中央駅、ハインリッヒ・ラインハルトが当選（1900年）
- アミアンの劇場建築設計競技（1908年）
- リヴァプール大聖堂 - ジャイルズ・ギルバート・スコットが当選（1902年（5人の有資格者）
- ストックホルム市庁舎 - ラグナル・エストベリ作、1907年
- オーストリア郵便貯金銀行（ウィーン、1903年）
- ヘルシンキ中央駅 - エリエル・サーリネンが当選（1904年（応募数21）
- 台湾総督府庁舎（1909年、公開）1等当選なしとなり、台湾総督府技師の森山松之助が実施設計を担当